# Jasna Fazlić
Jasna Fazlić (Foča, 20 de dezembro de 1970) é uma ex-mesa-tenista bósnia naturalizada estadunidense, atualmente é treinadora. 

## Carreira
Jasna Fazlić representou a Iugoslávia nos Jogos Olímpicos de 1988 e os Estados independentes em 1992, e conquistou a medalha de bronze em duplas em 1988, em 2000 e 2004 voltou a disputar representando os EUA. 